# Periscyphis kalongensis
Periscyphis kalongensis är en kräftdjursart som beskrevs av Arcangeli 1950. Periscyphis kalongensis ingår i släktet Periscyphis och familjen Eubelidae. Inga underarter finns listade i Catalogue of Life.